# Magda-Heyken-Haus
Das Magda-Heyken-Haus ist ein Heimatkundemuseum im Flecken Hage in Ostfriesland. Es wurde nach der Heimatkundlerin und ehemaligen Lehrerin Magda Heyken (1895–1972) benannt und war ihr früheres Wohnhaus (1959 erbaut). Das Magda-Heyken-Haus wurde im Jahre 1986 eröffnet und beherbergt das Archiv mit einem reichen Bestand an historischen Akten, Dokumenten und Fotos. Weiterhin sind hier Gemälde aus Hage und Umgebung sowie eine Bibliothek und eine heimatliche Sammlung untergebracht. Ein besonderes  Schmuckstück ist ein originalgetreues Modell, das Hage im Jahre 1872 zeigt und von dem ehemaligen Gemeindedirektor Udo Backer (1924–1988) nach alten Grundrissen und Bildern erstellt wurde. Die Sammlung des Heimatmuseums wird heute von einem ehrenamtlichen Team ständig erweitert.

Magda-Heyken-Haus
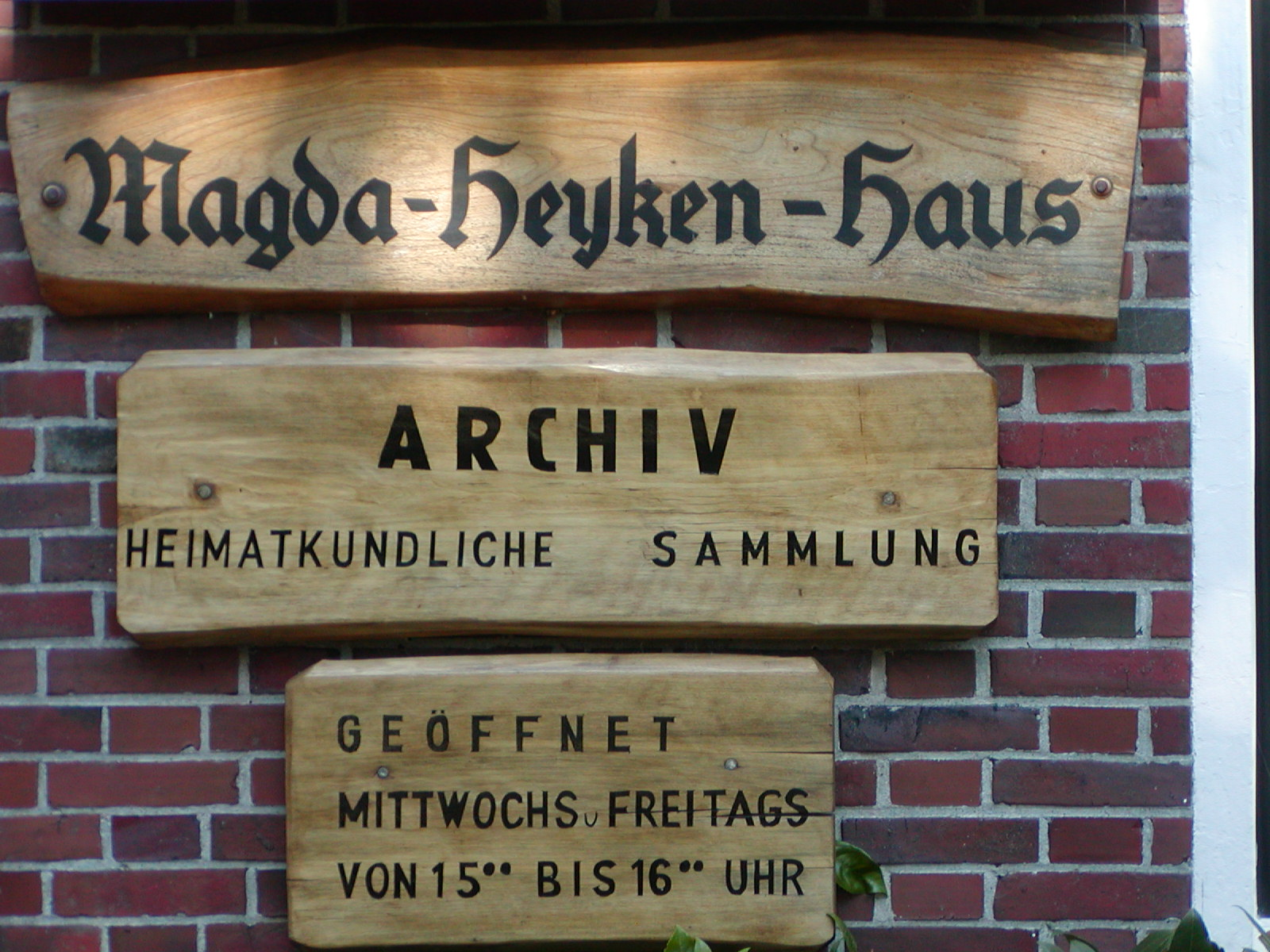
Magda-Heyken-Haus Tafel
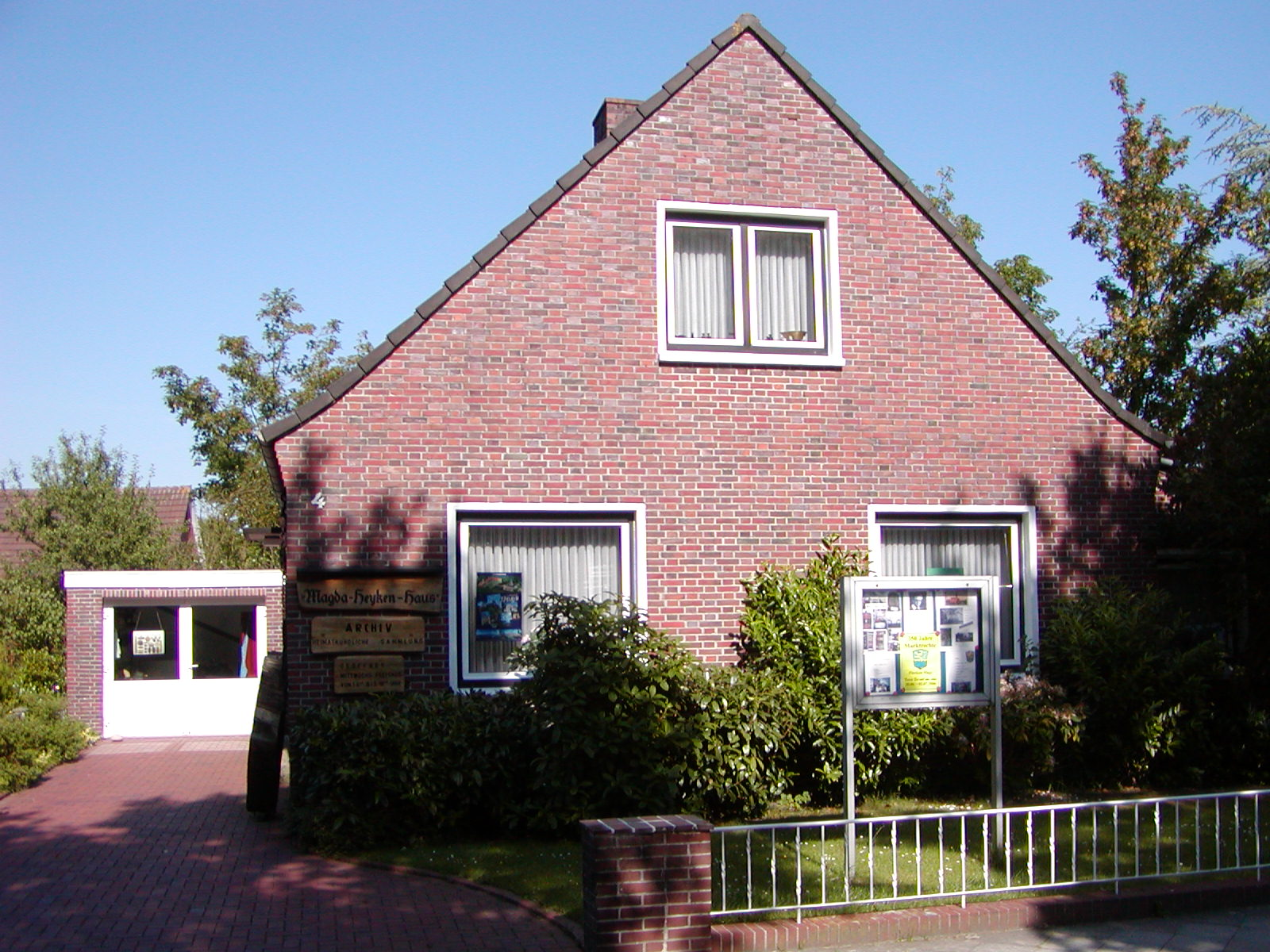
Magda-Heyken-Haus Frontansicht
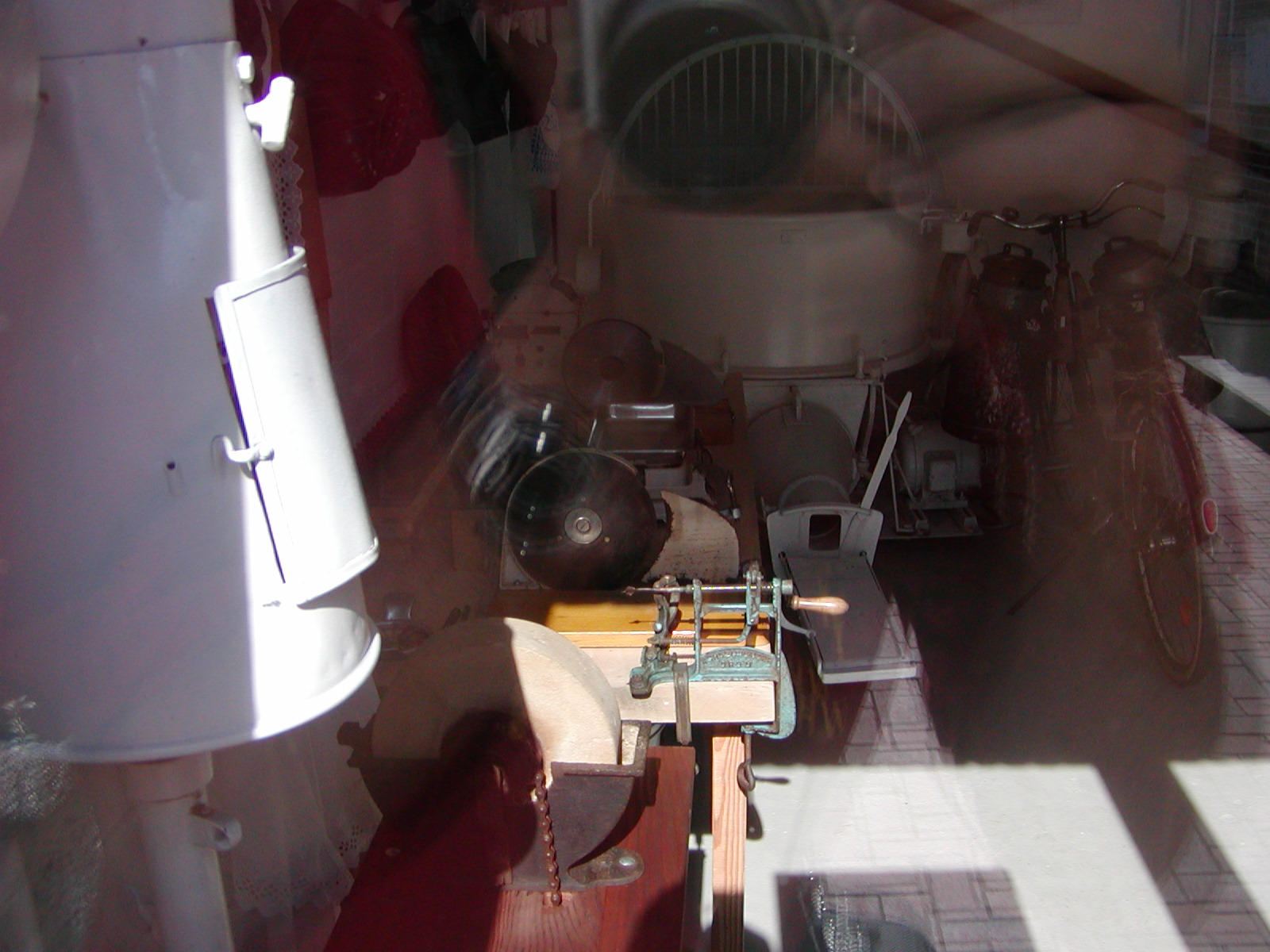
Magda-Heyken-Haus Sammlung
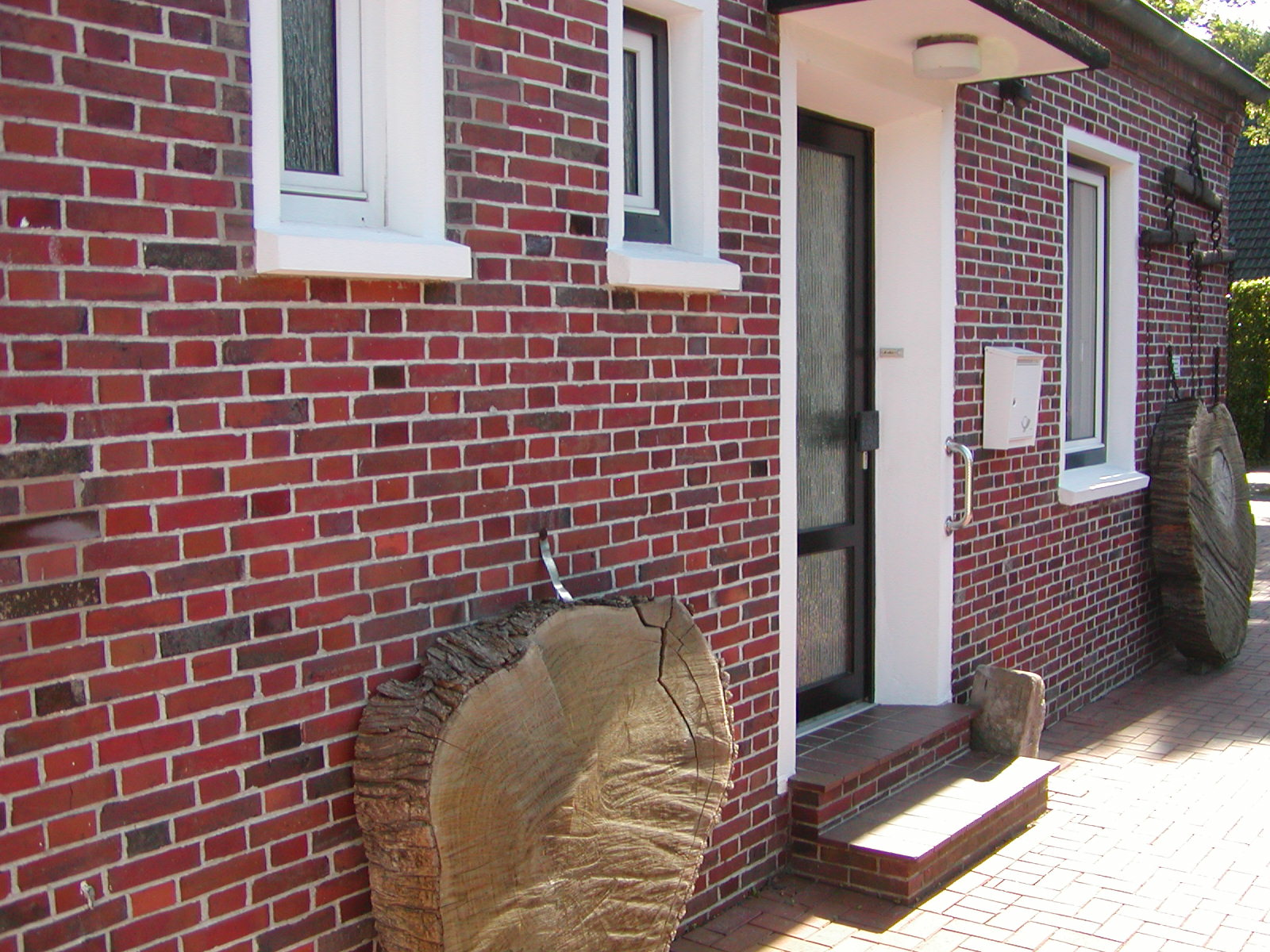
Magda-Heyken-Haus Eingang